# Maura Cenciarelli
Maura Cenciarelli (Roma, 15 agosto 1966) è una doppiatrice e direttrice del doppiaggio italiana.

## Biografia
Maura Cenciarelli è la sorella gemella della doppiatrice Manuela Cenciarelli, il papà Guido Cenciarelli è stato musicista e direttore d'orchestra (anche con gli pseudonimi Guido Relly e Guycen), la mamma Gemma ha avuto un negozio di abbigliamento. Inizia da bambina la carriera di cantante nel coro 'I nostri figli' e nel 1977 quella di doppiatrice. Speaker radiofonica a Radio Rock, Radio Popolare e Rock Am, ora trasmette su Radioelettrica.it.
Ha svolto attività di doppiatrice per numerosi film, film d'animazione, soap opera, serie televisive e cartoni animati ed è particolarmente nota al pubblico per aver doppiato Meg Griffin ne I Griffin.
Ha doppiato, fra gli altri, Nani Pelekai nei 4 film di Lilo & Stitch, Alyssa Milano in Streghe, Shantel VanSanten nel ruolo di Quinn James in One Tree Hill, Ralph Winchester in I Simpson (a partire dal quattordicesimo episodio della nona stagione), Surama in Sandokan - La tigre ruggisce ancora, Charmy Bee in Sonic X, Chase in Paw Patrol, Shippo in Inuyasha, Izzy Izumi in Digimon Adventure e Digimon Adventure 02, Kazu Shioda in Digimon Tamers, Koji Minamoto in Digimon Frontier, Miharu Rokujo in Nabari, Michelle Thomas in Otto sotto un tetto nel ruolo di Myra Monkhouse, Wisdom il Saggio in Pretty Cure e numerosi ruoli nella serie Doctor Who. Dal 2014 al 2019 doppia Darwin Watterson ne Lo straordinario mondo di Gumball in sostituzione di Andrea Di Maggio.
Fece il provino per il ruolo di Jasmine nel film  Aladdin, andato in seguito alla sorella gemella.
Fa parte del gruppo Cartoon Heroes fondato nel 2011, collettivo di musicisti e cantanti originali delle sigle dei cartoni animati dagli anni settanta in poi.
La Cenciarelli è stata vittima per cinque anni di stalking da parte di un suo ex fidanzato. Maura ha raccontato la sua storia in una puntata del programma televisivo di Rai 3 Amore criminale.

## Doppiaggio

### Film
- Jennifer Tilly in L'ombra del lupo, Tu mi ami
- Gina Philips in Il canto del diavolo
- Michelle Rodriguez in Control
- Carey Lowell in Insonnia d'amore
- Angelina Jolie in Desert Moon
- Lil'Kim in Kiss me
- Paula Paul in Le regole del caos
- Ione Skye in La ragazza dei sogni
- Kathryn Erbe in Tutte le manie di Bob
- Jane Horrocks in Little Voice - È nata una stella
- Ariana Richards in Timescape
- Moira Kelly in Cambio vita
- Lourdes Benedicto in Hard Night
- Sarah Kants in Cut - Il tagliagole
- Jane Adams in Vital Signs - Un anno, una vita
- Gina La Piana in Tutta colpa dei diamanti
- Lezlie Deane in Nightmare 6 - La fine
- Jesse Cameron-Glickenhaus in Il massacro degli innocenti
- Karine De Mirbeck in La legge del mercato
- Melina Petriella in Aspettando il Messia
- Reem Abdullah in La bicicletta verde
- Miwa Asumi in L'ombra dello spirito
- Noriko Sakai in Premonition
- Valeria Golino in Il primo bacio
- Angeliki Papoulia in A Blast
- Alyssa Milano in Una proposta seducente
- Maribel Verdú in Familia

### Film d'animazione
- Shippo in Inuyasha the Movie - Un sentimento che trascende il tempo, Inuyasha the Movie - Il castello al di là dello specchio, Inuyasha the Movie - La spada del dominatore del mondo, Inuyasha the Movie - L'isola del fuoco scarlatto
- Nani Pelekai in Lilo & Stitch, Provaci ancora Stitch!, Lilo & Stitch 2 - Che disastro Stitch!, Leroy & Stitch
- Tommy Pickles in Rugrats - Il film, I Rugrats a Parigi - Il film
- Tim Possible in Kim Possible - Viaggio nel tempo, Kim Possible - La sfida finale
- Chase in PAW Patrol - Il film, PAW Patrol - Il super film
- Charle in Fairy Tail The Movie: Phoenix Priestess, Fairy Tail The Movie: Dragon Cry
- Claire in Galaxy Express 999 - The Movie
- Yor in Leda
- Arisa in Fake: Un'indagine confidenziale
- Emily ne Il magico sogno di Annabelle[4]
- Izzy Izumi in Digimon - Il film
- Ragazzo e Mamma in Tom & Jerry e l'anello incantato
- Maria di Nazareth in Ben Hur
- Meg Griffin in La storia segreta di Stewie Griffin
- Todd Flanders e Ralph Winchester ne I Simpson - Il film
- Ralph Winchester in The Good, The Bart And The Loki
- Akane Fujita in Pretty Cure Max Heart 2 - Amici per sempre
- Skyler Gisondo in Air Buddies - Cuccioli alla riscossa
- Coda ad'Anelli in Yakari - Un viaggio spettacolare

### Serie televisive
- Alyssa Milano in Streghe, Castle, Breaking In, Wet Hot American Summer: Ten Years Later, Grey's Anatomy
- Mariska Hargitay in Tequila e Bonetti
- Maggie Wheeler in Friends
- Emilie de Ravin in Roswell
- Amelia Rose Blaire in Scream
- Shantel VanSanten in One Tree Hill
- Paula Echevarría in Velvet
- Tempestt Bledsoe in La sera del ballo
- Tina Yothers in Driving Academy - Scusi, dov'è il freno?
- Sandra McCoy in Crash Landing
- Victoria Sanchez in Scuola diabolica per ragazze
- Laura Howard in L'ispettore Barnaby
- Jenna Elfman in Will Trent

### Cartoni animati
- Ralph Winchester (5ª voce e principale, st.10+) , Todd Flanders, Sherri e Terri (1ª voce) ne I Simpson
- Tim Possible in Kim Possible
- Vercingetorige in Krypto the Superdog
- Gìa, Nonna Flutter, Lois, Nonna Etta e Vari in Bear nella grande casa blu
- Meg Griffin ne I Griffin
- Jazzy in Gli imbattibili Save-Ums!
- Moose Pearson in Pepper Ann
- Betty in Hey Duggee
- Nani Pelekai in Lilo & Stitch
- Chase in Paw Patrol
- Magnolia in George della giungla
- Sfera in Cartoonito show, Sfera cubo Sfera (Cartoonito)
- Zo in Un cucciolo di nome Clifford
- Lo Zaino S.O.S. in Vai Diego
- Koopa in Super Mario
- Tails in Sonic Boom
- Surama in Sandokan - La tigre ruggisce ancora
- Sandy, Susi e Emily in Uncle Grandpa
- Mamma in Topo Tip
- Darwin Watterson (2ª voce) in Lo straordinario mondo di Gumball
- Tommy Pickles in I Rugrats[5], I Rugrats da grandi[6], I Rugrats (serie 2021)
- Chloé (2ª voce) in Peppa Pig
- Rose Quartz/Diamante Rosa (2ª voce) in Steven Universe
- Elizabeth in Magiki
- Eva in Vera e il Regno dell'arcobaleno
- Baby Grizzly in We Bare Bears - Siamo solo orsi, We Baby Bears - Siamo solo baby orsi
- Dora Granbellatuba in I tre fratelli Dover
- Lois Lane (2^ voce) e Livewire in Superman
- Wendy Darling in World of Winx
- Lady K in Maledetti scarafaggi
- Baronessa Vontollet in Sissi, la giovane imperatrice
- PJ Robot in PJ Masks - Superpigiamini
- Renée in La famiglia Proud
- Scatta (2ª voce) in Zona Gesso

### Anime
- Izzy in Digimon Adventure e in Digimon Adventure 02
- Akane Fujita e il guardiano delle Sette Pietre Prismatiche in Pretty Cure e Pretty Cure Max Heart
- Mika Masuko in Yes! Pretty Cure 5 e Yes! Pretty Cure 5 GoGo!
- Shippo in Inuyasha (2ª voce) e Inuyasha: The Final Act
- Yogina Yokono in Mila e Shiro due cuori nella pallavolo
- Maria sorella di Karl Heinz Schneider in Holly & Benji Forever
- Tsubaki in City Hunter
- Rio Kinezono in Burn-Up Excess
- Kazu in Digimon Tamers
- Cutemon in Digimon Fusion Battles
- Gulie in Übel Blatt
- Sakuya Kumashiro in Chi ha bisogno di Tenchi?
- B.T. in .hack//SIGN
- Charmy Bee in Sonic X
- Mutsumi Otohime in Love Hina (OAV 1)
- Stella Korabelishchikov in Battle Spirits - Brave
- Kaede in Lamù, la ragazza dello spazio
- Miharu Rokujo in Nabari
- Regina Sharn in Deltora Quest
- Akira Miura in HeartCatch Pretty Cure!
- Kataru Oizumi in Battle Spirits - Heroes
- Kim Diehl in Soul Eater
- Renjaku in Mawaru-Penguindrum
- Kaori Minase in Psycho-Pass
- Charle in Fairy Tail
- Moglie di Robby in Pluto

### Videogiochi
- Ralph Winchester ne I Simpson - Il videogioco (2007)
- Marshall in PAW Patrol World (2023)[7]